# Austrian International
Die Austrian International (auch Austrian Open) sind die Internationalen Meisterschaften von Österreich im Badminton. Sie werden seit 1964 ausgetragen. In den Anfangsjahren fanden sie aller zwei Jahre statt, seit 1974 jährlich. Traditionell stehen im Starterfeld neben den Gastgebern auch zahlreiche deutsche Badmintonspieler. 2021 wurden die ursprünglich für Februar geplanten Austrian Open abgesagt, dann aber gemeinsam mit den Styrian International im Mai als ein gemeinsames Turnier ausgetragen.

## Die Sieger
| Saison    | Herreneinzel            | Dameneinzel                   | Herrendoppel                                  | Damendoppel                                           | Mixed                                          |
| --------- | ----------------------- | ----------------------------- | --------------------------------------------- | ----------------------------------------------------- | ---------------------------------------------- |
| 1964      | Franz Beinvogl          | Heidi Menacher                | Roger Mills Michael Rawlings                  | Heidi Menacher Edeltraud Hefter                       | Rupert Liebl Heidi Menacher                    |
| 1966      | Tom Bacher              | Ruth Preuß                    | Franz Beinvogl Siegfried Betz                 | Brigitte Hlinka Lore Voit                             | Siegfried Betz Anke Witten                     |
| 1968      | Siegfried Betz          | Anne Berglund                 | Tom Bacher Poul Petersen                      | Anne Berglund Bente Jeppesen                          | Tom Bacher Bente Jeppesen                      |
| 1970      | Hermann Fröhlich        | Monika Thiere                 | Franz Beinvogl Siegfried Betz                 | Ingrid Wieltschnig Elisabeth Wieltschnig              | Siegfried Betz Anke Betz                       |
| 1972      | Poul Petersen           | Alena Poboráková              | Tom Bacher Poul Petersen                      | Britta Kirchhofer Elisabeth Wieltschnig               | Hermann Fröhlich Lore König                    |
| 1973      | Gregor Berden           | Vita Bohinc                   | Gregor Berden Stane Koprivšek                 | Vita Bohinc Lučka Križman                             | Hermann Fröhlich Lore König                    |
| 1974      | Gregor Berden           | Alena Poboráková              | Franz Beinvogl Siegfried Betz                 | Anke Betz K. Kistler                                  | Hermann Fröhlich Lore König                    |
| 1975      | Reinhold Pum            | Alena Poboráková              | Gregor Berden Stane Koprivšek                 | Anke Betz Christa Feser                               | Reinhold Pum Lore König                        |
| 1976      | Hermann Fröhlich        | Taťána Pravdová               | Franz Beinvogl Günter Swoboda                 | Jutta Vogel Elke Weber                                | Konstantin Holobradý Taťána Pravdová           |
| 1977 1978 | nicht ausgetragen       | nicht ausgetragen             | nicht ausgetragen                             | nicht ausgetragen                                     | nicht ausgetragen                              |
| 1979      | Ulrich Rost             | Hanke de Kort                 | Ulrich Rost Bernd Wessels                     | Hanke de Kort Karin Duijvestijn                       | Bernd Wessels Ingrid Morsch                    |
| 1980      | Helmut Streit           | Gudrun Ziebold                | Harald Klauer Hans Werner Niesner             | Bożena Wojtkowska Maria Bahryj                        | Ernst Stingl Renate Dietrich                   |
| 1981      | Chen Changjie           | Chen Ruizhen                  | Viktor Samarin Leonid Pajkin                  | Bożena Wojtkowska Ewa Rusznica                        | Chen Changjie Chen Ruizhen                     |
| 1982      | Harald Klauer           | Angela Nelson                 | Ivan Kristanto Frank van Dongen               | Alla Prodan Nadezhda Litvincheva                      | Viktor Shvachko Nadezhda Litvincheva           |
| 1983      | Syed Modi               | Sherry Liu                    | Partho Ganguli Leroy D’sa                     | Linda Cloutier Denyse Julien                          | Graeme Robson Toni Whittaker                   |
| 1984      | Syed Modi               | Lena Staxler                  | Vitaliy Shmakov Vyacheslav Shukin             | Heidemarie Krickhaus Cathrin Hoppe                    | Vitaliy Shmakov Lyubov Fedotova                |
| 1985      | nicht ausgetragen       | nicht ausgetragen             | nicht ausgetragen                             | nicht ausgetragen                                     | nicht ausgetragen                              |
| 1986      | Kim Brodersen           | Diana Koleva                  | Claus Thomsen Henrik Svarrer                  | Paula Kloet Nataliya Zhavoronkova                     | Andrei Antropow Irina Rusljakowa               |
| 1987      | Ib Frederiksen          | Astrid van der Knaap          | Pierre Pelupessy Alex Meijer                  | Monique Hoogland Erica van Dijck                      | Alex Meijer Erica van Dijck                    |
| 1988      | Claus Thomsen           | Bożena Siemieniec             | Stephan Kuhl Robert Neumann                   | Bożena Haracz Bożena Siemieniec                       | Jerzy Dołhan Bożena Haracz                     |
| 1989      | Andrei Antropow         | Jelena Rybkina                | Ralf Rausch Volker Eiber                      | Charlotte Madsen Anne Mette Bille                     | Andrei Antropow Jelena Rybkina                 |
| 1990      | Andrei Antropow         | Jelena Rybkina                | Dave Wright Nick Ponting                      | Jelena Rybkina Vlada Chernyavskaya                    | Christian Jakobsen Marlene Thomsen             |
| 1991      | Rikard Magnusson        | Jelena Rybkina                | Michael Keck Robert Neumann                   | Jelena Rybkina Vlada Chernyavskaya                    | Jerzy Dołhan Bożena Haracz                     |
| 1992      | Andrei Antropow         | Joanne Muggeridge             | Andy Goode Chris Hunt                         | Natalja Ivanova Julia Martynenko                      | Simon Archer Maria Rasmussen                   |
| 1993      | Chris Bruil             | Irina Serova                  | Simon Archer Nick Ponting                     | Anne Søndergaard Lotte Thomsen                        | Nick Ponting Joanne Wright                     |
| 1994      | Rikard Magnusson        | Margit Borg                   | Andrei Antropow Nikolai Sujew                 | Shyu Yu-ling Lee Ming-hwa                             | Nikolai Sujew Nadezhda Chervyakova             |
| 1995      | Henrik Bengtsson        | Shyu Yu-ling                  | Janek Roos Allan Borch                        | Chen Li-chin Tsai Hui-min                             | Björn Siegemund Katrin Schmidt                 |
| 1996      | Kenneth Jonassen        | Mette Pedersen                | Jesper Larsen Peder Nissen                    | Majken Vange Pernille Harder                          | Vladislav Druzchenko Viktoria Evtuschenko      |
| 1997      | Chris Bruil             | Judith Meulendijks            | Anthony Clark Ian Pearson                     | Karen Stechmann Nicol Pitro                           | Michael Keck Karen Stechmann                   |
| 1998      | Jürgen Koch             | Carolien Glebbeek             | Craig Robertson Alastair Gatt                 | Elinor Middlemiss Sandra Watt                         | Kenny Middlemiss Elinor Middlemiss             |
| 1999      | Niels Christian Kaldau  | Ella Karachkova               | Svetoslav Stoyanov Mihail Popov               | Kirsteen McEwan Sandra Watt                           | Kenny Middlemiss Kirsteen McEwan               |
| 2000      | Kasper Ødum             | Marina Yakusheva              | Joachim Fischer Nielsen Janek Roos            | Rebecca Pantaney Joanne Wright                        | Ola Molin Johanna Persson                      |
| 2001      | Kenneth Jonassen        | Tracey Hallam                 | Michał Łogosz Robert Mateusiak                | Ella Karachkova Anastasia Russkikh                    | Mathias Boe Britta Andersen                    |
| 2002      | Ilkka Nyqvist           | Sara Persson                  | James Anderson Robert Blair                   | Helle Nielsen Lene Mørk                               | Dennis Lens Johanna Persson                    |
| 2003      | Przemysław Wacha        | Xu Huaiwen                    | Michał Łogosz Robert Mateusiak                | Ekaterina Ananina Irina Ruslyakova                    | Simon Archer Donna Kellogg                     |
| 2004      | Przemysław Wacha        | Cheng Shao-chieh              | Lee Sung-yuan Lin Wei-hsiang                  | Petya Nedelcheva Neli Boteva                          | Jesper Thomsen Britta Andersen                 |
| 2005      | nicht ausgetragen       | nicht ausgetragen             | nicht ausgetragen                             | nicht ausgetragen                                     | nicht ausgetragen                              |
| 2006      | Joachim Persson         | Juliane Schenk                | Jürgen Koch Peter Zauner                      | Cynthia Tuwankotta Atu Rosalina                       | Ingo Kindervater Kathrin Piotrowski            |
| 2007      | Lu Yi                   | Zhu Jingjing                  | Guo Zhendong He Hanbin                        | Cheng Shu Zhao Yunlei                                 | Vitaliy Durkin Valeria Sorokina                |
| 2008      | Anand Pawar             | Zhang Xi                      | Fran Kurniawan Rendra Wijaya                  | Cai Jiani Yu Qi                                       | Zhang Yi Cai Jiani                             |
| 2009      | Kazuteru Kozai          | Juliane Schenk                | Naoki Kawamae Shoji Sato                      | Shizuka Matsuo Mami Naito                             | Robert Adcock Heather Olver                    |
| 2010      | Andre Kurniawan Tedjono | Fransisca Ratnasari           | Viki Indra Okvana Ardiansyah Putra            | Rie Eto Yu Wakita                                     | Valeriy Atrashchenkov Elena Prus               |
| 2011      | Hsu Jen-hao             | Nozomi Okuhara                | Anthony Clark Chris Langridge                 | Yuriko Miki Koharu Yonemoto                           | Wong Wai Hong Chau Hoi Wah                     |
| 2012      | Przemysław Wacha        | Sayaka Takahashi              | Rupesh Kumar Sanave Thomas                    | Ng Hui Ern Ng Hui Lin                                 | Wong Wai Hong Chau Hoi Wah                     |
| 2013      | Kento Momota            | Yui Hashimoto                 | Hiroyuki Saeki Ryota Taohata                  | Misato Aratama Megumi Taruno                          | Chan Yun Lung Tse Ying Suet                    |
| 2014      | Sourabh Varma           | Pai Hsiao-ma                  | Chen Hung-ling Lu Chia-bin                    | Gabriela Stoeva Stefani Stoeva                        | Robert Mateusiak Agnieszka Wojtkowska          |
| 2015      | Ng Ka Long              | Cheung Ngan Yi                | Fajar Alfian Muhammad Rian Ardianto           | Suci Rizky Andini Maretha Dea Giovani                 | Edi Subaktiar Gloria Emanuelle Widjaja         |
| 2016      | Anders Antonsen         | Xu Wei                        | Marcus Ellis Chris Langridge                  | Ekaterina Bolotova Evgeniya Kosetskaya                | Mathias Christiansen Lena Grebak               |
| 2017      | Kanta Tsuneyama         | Kirsty Gilmour                | Takuto Inoue Yuki Kaneko                      | Rira Kawashima Saori Ozaki                            | Mikkel Mikkelsen Mai Surrow                    |
| 2018      | Kashyap Parupalli       | Anna Thea Madsen              | Lu Chen Ye Hong-wei                           | Chisato Hoshi Kie Nakanishi                           | Evgeny Dremin Evgenia Dimova                   |
| 2019      | Mark Caljouw            | Wang Zhiyi                    | Guo Xinwa Liu Shiwen                          | Liu Xuanxuan Xia Yuting                               | Robin Tabeling Selena Piek                     |
| 2020      | Max Weißkirchen         | Yukino Nakai                  | Alexander Dunn Adam Hall                      | Tsukiko Yasaki Erika Yokoyama                         | Jeppe Bay Sara Lundgaard                       |
| 2021      | Panji Ahmad Maulana     | Clara Azurmendi               | Junaidi Arif Muhammad Haikal                  | Ni Ketut Mahadewi Istarani Serena Kani                | Choong Hon Jian Toh Ee Wei                     |
| 2022      | Yeoh Seng Zoe           | Hsu Wen-chi                   | Lin Yu-chieh Su Li-wei                        | Lee Chia-hsin Teng Chun-hsun                          | Ye Hong-wei Lee Chia-hsin                      |
| 2023      | Julien Carraggi         | Wang Yu-si                    | Low Hang Yee Ng Eng Cheong                    | Liu Chiao-yun Wang Yu-qiao                            | Ethan van Leeuwen Annie Lado                   |
| 2024      | Prahdiska Bagas Shujiwo | Deswanti Hujansih Nurtertiati | Daniel Edgar Marvino Christopher David Wijaya | Arlya Nabila Thesa Munggaran Az Zahra Ditya Ramadhani | Marwan Faza Felisha Alberta Nathaniel Pasaribu |
| 2025      | Magnus Johannesen       | Amalie Schulz                 | Donovan Willard Wee Jia Hao Howin Wong        | Elsa Jacob Anne Tran                                  | Rubén García Lucía Rodríguez                   |